# كولامنا لاكتاريا

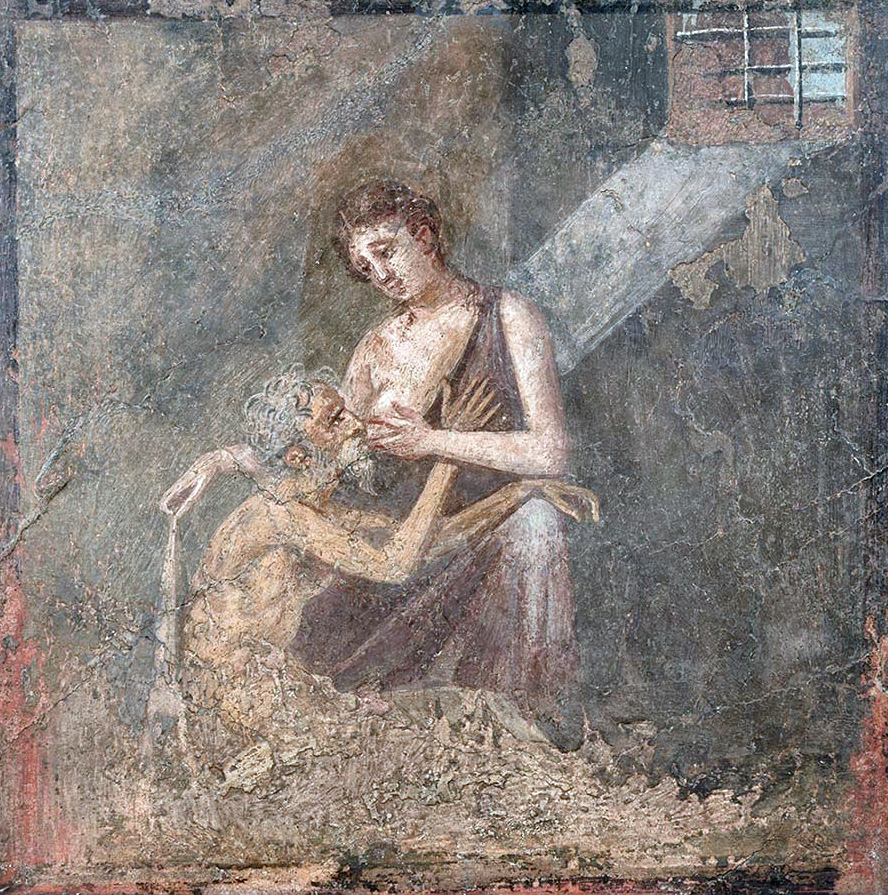
Micon and Pero, ancient Roman fresco (45-79 d.C.), Pompeii، Italy.

كولامنا لاكتاريا (عمود الحليب) هو أحد العلامات الأثرية المميزة في روما القديمة بداخل سوق التصنيع. ويصف اللغوي الروماني فيستوس السبب وراء هذه التسمية بقوله "أنه سمي بهذا الاسم لأن الامهات كن يقمن بإحضار الرُضع لهذا المكان من جل إطعامهم". ويتبين من هذا أن هذا الموقع كان بمثابة منشأة خيرية للعوام حيث أمكن للفقراء أن يحصلوا على الحليب لأطفالهم الرُضع، أو بمثابة موقع للحصول على المرضعات للرُضع. وقد قيل بأنه موضع لهجر الأطفال حيث يترك الآباء أبناءهم الذين لا يقوا أو لا يريدون رعايتهم آملين في أن يُشفَقَ عليهم ويحظوا بالرعاية (بإطعامهم الحليب).
وكان يقع كولامنا لاكتاريا في معبد بيتاس الذي استعرض رسوم عن الـتشاريتاس رومانا (الخير الروماني)، وفيها تظهر امرأة تقوم بتقديم حليب الثدي لأحد الآباء. في اوائل الاربعينات قبل الميلاد كان قد دُمر الكولامنا تقريبًا وذلك بسبب أعمال بناء مسرح الماركيلوس. ومن أحد الأحياء التي تم إزالتها بسبب أعمال بناء المسرح حي فيكوس سوبريوس. ويعتقد أن هذا الحي قد حافظ على الكولامنا لاكتاريا. حيث تقربوا للإله الروماني ميركيريوس سوبريوس بقرابين من الحليب (حليب الثدي). ويعتقد روبرت إي. آي. بالمر بإن قرابين الحليب في الديانة الوثنية قد تضفي الضوء على أهمية العمود. وفي القرن العشرين استمر البياتزا مونتانرا المجاور للمسرح في كونه مكانًا للبحث عن المرضعات.